# John Donnelly
John Donnelly, né le 19 mars 1905 à Toronto et mort le 19 août 1986 dans la même ville, est un rameur d'aviron canadien.

## Palmarès

### Jeux olympiques
- Amsterdam 1928
  -  Médaille de bronze en huit[1].